# Brzeće
Brzeće (en serbe cyrillique : Брзеће) est un village de Serbie situé dans la municipalité de Brus, district de Rasina. Au recensement de 2011, il comptait 237 habitants.

## Démographie
| 1948 | 1953 | 1961 | 1971 | 1981 | 1991 | 2002 | 2011 |
| ---- | ---- | ---- | ---- | ---- | ---- | ---- | ---- |
| 267  | 331  | 372  | 297  | 272  | 251  | 258  | 237  |

|  |